# Vae victis !
Pour les articles homonymes, voir Vae Victis (homonymie).
Vae Victis ! est une bande-dessinée de Simon Rocca (scénario) et Jean-Yves Mitton (dessin) comprenant 15 tomes et parue à partir de 1991 chez les éditions Soleil. L'action se situe en Gaule vers le milieu du Ier siècle av. J.-C.

## Histoire
L'histoire raconte la vie d'Ambre, une jeune esclave celte de Rome, durant la période de la guerre des Gaules. Revisitant l'histoire de la conquête romaine, le scénario montre Ambre aux côtés des plus grands de son temps, Jules César, Pompée, Vercingétorix et prenant une part active aux évènements.
Géographiquement, l'histoire se déroule depuis Rome jusqu'à la Grande-Bretagne, avec toujours le même leitmotiv pour Ambre : arrêter la progression des Romains.

## Personnages
- Ambre : jeune Celte devenue esclave sous les Romains, elle rompt le ban de sa servitude et retrouve la trace de ses origines en Bretagne où elle portait le nom de Boadicae. Elle ne cessera d'inciter à la révolte les peuples sous le joug Romain. Au cours de son périple elle rencontrera beaucoup d'hommes qui tomberont amoureux d'elle, mais finira par tomber amoureuse de Milon malgré des suspicions qu'il soit un espion romain. Elle aura une fille, à laquelle elle donnera son nom d'origine, Boadicée.
- Milon : guérisseur Étrusque, il est Romain de naissance mais son amour pour Ambre le fait hésiter entre les deux camps. Il aide Ambre à s'évader de Rome et la suit en Gaule, puis en Bretagne. Il utilise ses connaissances sur Rome pour se faire aider de César, l'aidant en échange de services pour faciliter son périple. Il a autrefois servi un autre grand homme de Rome, Pompée, en tant qu'espion en Espagne.
- Cloduar : guerrier Gaulois, lui aussi amoureux d'Ambre. Sans le sou, il devient pendant un temps l'Ambact (garde du corps) de Celtill avant de se mettre au service d'Ambre. C'est un guerrier redoutable de par sa force physique et sa résistance impressionnantes, mais il n'est pas très malin et s'emporte facilement.
- Garak dit le Borgne : chef d'une bande de voleur Gaulois. Il devient l'amant d'Ambre et le père de sa fille.
- Caius Julius Cesar : général et homme politique romain. Il désire conquérir la Gaule puis la Bretagne pour assoir son pouvoir sur Rome, et rencontre Ambre avant de quitter Rome, mais il s'éprend d'elle jusqu'à en être obsédé et se laisser dominer par sa passion.
- Marcus Licinius Crassus : général et chef d'état Romain, l'homme le plus riche de Rome, officiellement ami de César, mais complote dans son dos pour que ce dernier soit embourbé dans une longue et pénible guerre en Gaule, étant donné qu'il a intérêt à ce que César reste loin de Rome. Ses fils servent dans l'armée de César. C'est dans sa demeure que l'histoire commence, lorsqu'il organise un banquet de mets somptueux et agrémentés de poussière d'or où il convie ses collègues triumvirs, César et Pompée.
- Marcellus Didius : intendant de Crassus, c'est lui qui achète Ambre pour qu'elle participe au banquet que son maître donne au début de l'histoire narrée par la série. Il se rend en Gaule avec une forte cargaison d'or pour se mettre les Helvètes au service de Crassus, mais finit par faire alliance avec les Germains. Il sera un adversaire récurrent pour Ambre et Milon, auxquels il finit par vouer une haine obsessionnelle.
- Celtill : chef Gaulois, fils de l'ancien roi de Gergovie Celtillos, il n'a de cesse qu'il ne récupère son royaume perdu lorsque son oncle a dépossédé son père. Il deviendra par la suite Vercingétorix et tentera de fédérer les peuples gaulois pour combattre César.
- Yorc : Breton, il mène une petite troupe de bateleurs avec Petit-Homme et Beau-Visage. Tombera amoureux d'Ambre et l'aidera à retrouver son rang en Bretagne.
- Petit-Homme : bateleur avec Yorc et Beau-Visage, cet énorme Breton n'a qu'un usage limité de la parole.
- Beau-Visage : bateleur avec Yorc et Petit-Homme. Déteste rapidement Ambre qui représente pour lui la dislocation du groupe.
- Arulf : guerrier Icénien, il tombera amoureux d'Ambre après que cette dernière l'aura vaincu en combat singulier. Il l'aidera avec Yorc à retrouver son rang en Bretagne et deviendra son époux.

## Albums
1. Ambre, le banquet de Crassus (1991)
2. Cloduar, je me nomme légion (1992)
3. Garak, le voleur de torques (1992)
4. Milon, le charmeur d'orages (1993)
5. Didius, le retour de l'infâme (1994)
6. Boadicae, la guerrière folle (1995)
7. Yorc, le bateleur (1996)
8. Sligo, l'usurpateur (1996)
9. Caïus Julius Caesar, le conquérant (1998)
10. Arulf l'icénien (1999)
11. Celtill, le Vercingétorix (2001)
12. Adua, une louve hurle dans Avaricum (2001)
13. Titus Labienus, le stratège (2002)
14. Critovax, au-delà de l'ignominie ! (2004)
15. Ambre à Alésia, "Cursum perficio" (2006)[2]
16. Édition en intégrale en 5 tomes entre 1997 et 2006.
17. Réédition en intégrale en 3 tomes entre 2017 et 2018[3],[4].

## Publication

### Éditeur
- Soleil (collection « Soleil noir ») : tomes 1 à 9 (première édition des tomes 1 à 9)
- Soleil : tomes 1 à 15 (première édition des tomes 10 à 15)